# Liste der Vizegrafen von Béarn
Vizegrafen von Béarn (Vicomtes de Béarn) waren:

## Haus des Centulle
- 819–866 Centulle I. Sohn von Loup III. Centulle, Herzog von Gascogne
- 866–905 Loup Sohn
- 905–940 Centulle II. Sohn
- 940–984 Gaston I. Sohn
- 984–1004 Centulle III. Sohn
- 1004–1022 Gaston II. Sohn
- 1022–1058 Centulle IV. le Vieux (der Alte) Sohn
  -  ????–1053 Gaston III. Sohn (Mitregent seines Vaters)
- 1058–1090 Centulle V. Sohn
- 1090–1131 Gaston IV. le Croisé (der Kreuzfahrer) Sohn
- 1131–1134 Centulle VI. Sohn
- 1134–1147 Guiscarde Schwester[1]

## Haus Gabarret
- 1147–1153 Peter (III.) von Gabarret Sohn von Guiscarde und des Vizegrafen Peter II. von Gabarret
- 1153–1170 Gaston V. Sohn
- 1170–1173 Marie Schwester

## Haus Montcada
- 1170–1172 Wilhelm I. Ehemann von Maria
- 1173–1214 Gaston VI. Sohn
- 1214–1224 Wilhelm Raimund Bruder
- 1224–1229 Wilhelm II. Sohn
- 1229–1290 Gaston VII. Sohn
- 1290–1302 Margarethe Tochter[2]

## Haus Comminges
- 1302–1315 Gaston VIII. Sohn von Margarethe und des Grafen Roger Bernard III. von Foix (als Gaston I. Graf von Foix)
- 1315–1343 Gaston IX. Sohn (als Gaston II. Graf von Foix)
- 1343–1391 Gaston X. Febus Sohn (als Gaston III. Graf von Foix)
- 1391–1398 Mathieu von Foix-Castelbon Urenkel von Gaston I./VIII. von Foix-Béarn (Graf von Foix)
- 1398–1412 Isabella Schwester (Gräfin von Foix)[3]

## Haus Grailly
- 1412–1436 Johann I. Sohn von Isabella und des Archambaud de Grailly (Graf von Foix und Bigorre)
- 1436–1472 Gaston XI. Sohn (Graf von Foix und Bigorre)
- 1472–1483 Franz Phoebus (François-Febus) Enkel (König von Navarra, Graf von Foix und Bigorre)
- 1483–1517 Katharina Schwester (Gräfin von Foix und Bigorre, Königin von Navarra, Gräfin von Foix und Bigorre)

## Haus Albret
- 1517–1555 Heinrich I. Sohn von Katharina und des Jean d'Albret, König von Navarra (König von Navarra, Herzog von Nemours, Graf von Foix, Bigorre, Armagnac und Périgord, Vizegraf von Limoges)
- 1555–1572 Johanna Tochter (als Johanna III. Königin von Navarra, Herzogin von Nemours, Gräfin von Foix, Bigorre, Armagnac und Périgord, Vizegräfin von Limoges)

## Haus Bourbon
- 1572–1610 Heinrich II. Sohn von Johanna und des Antoine de Bourbon (als Heinrich III. König von Navarra, als Heinrich IV. König von Frankreich, Herzog von Vendôme und Nemours, Graf von Foix, Bigorre, Armagnac und Périgord, Vizegraf von Limoges)

Die Vizegrafschaft Béarn wurde 1610 mit der Domaine royal vereint.